# غابة شوكية

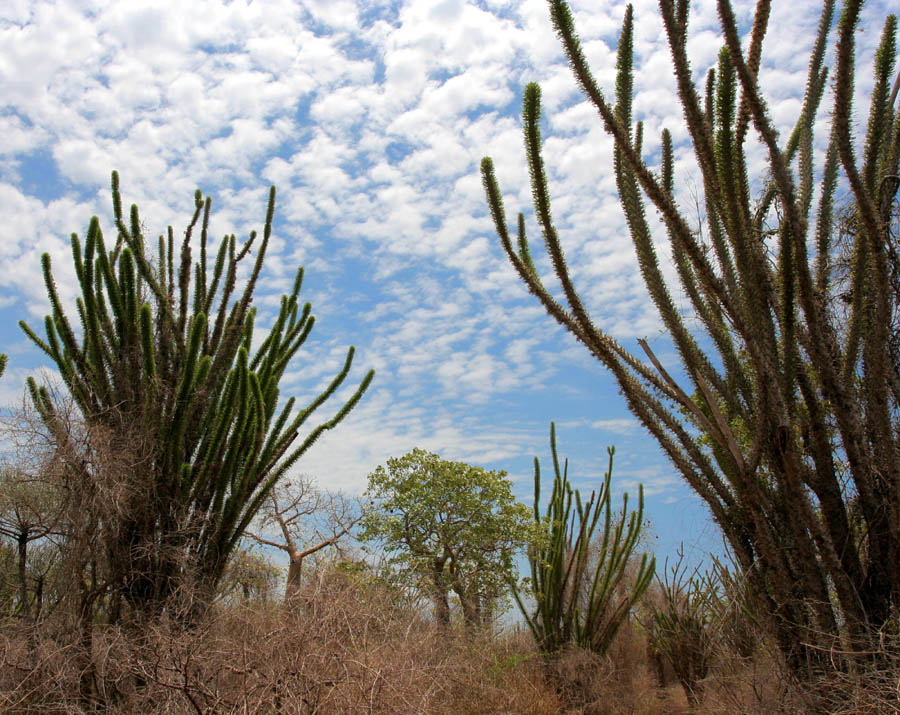
صورة لغابة شوكية في مدغشقر في عام 2007

غابةٌ شوكيَّة غابة من الأشجار القصيرة ذات الشوك، تنشأ في المناطق المدارية وشبه المدارية، وفيها يكون مقدار المطر الساقط عليها بين 250، و 500 مللم في السنة.